# Honda HA-420

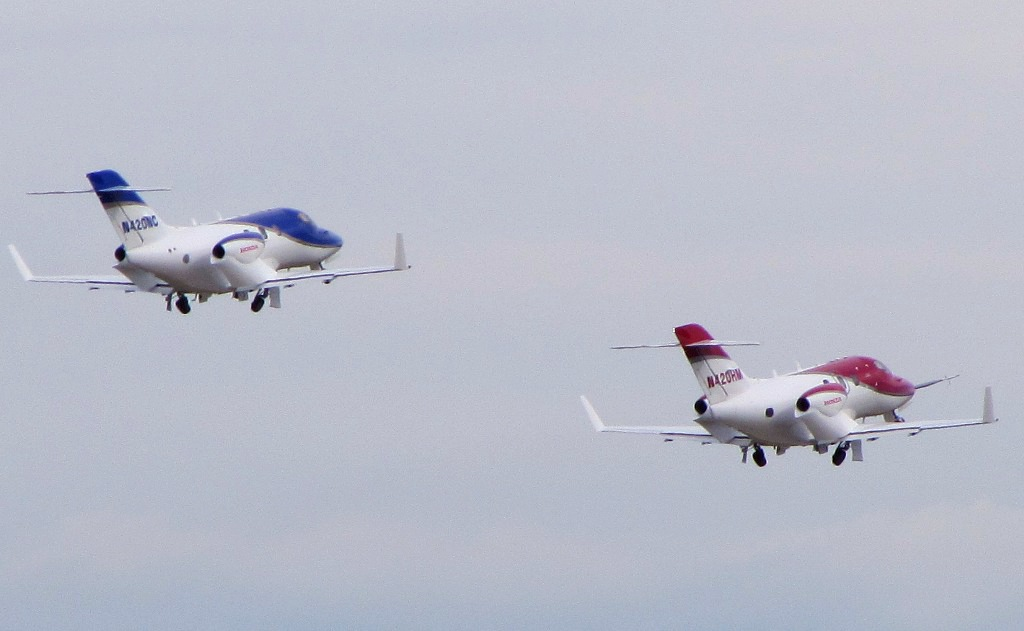
Zwei HondaJets im Formationsflug

Die Honda HA-420 HondaJet ist ein zweistrahliges Geschäftsreiseflugzeug für bis zu sieben Personen. Sie ist das erste von der Honda Aircraft Company entwickelte und gebaute Serienflugzeug.

## Geschichte
In den späten 1980er-Jahren begann Honda mit der Entwicklung eines kleinen Geschäftsflugzeugs, das mit Strahltriebwerken anderer Hersteller angetrieben werden sollte. Der Prototyp, die Honda MH02, wurde um 1990 in Zusammenarbeit mit der Mississippi State University als Experimentalflugzeug gebaut. Diese Entwicklung mündete in der Konstruktion eines eigenen kleinen Mantelstromtriebwerks, dem GE Honda HF120 von 1999. Das Triebwerk, eine Gemeinschaftsentwicklung mit GE Aviation, wurde zu Testzwecken in eine Cessna Citation und eine umgebaute Boeing 727-100, später auch in eine Lockheed T-33 Shooting Star eingebaut. Der Jet wird in Greensboro (North Carolina), am Piedmont Triad International Airport produziert.
Der HondaJet absolvierte seinen Erstflug am 3. Dezember 2003 auf dem Piedmont Triad International Airport in Greensboro und wurde erstmals im Juli 2005 auf der Flugschau EAA AirVenture Oshkosh in Oshkosh (Wisconsin), der Öffentlichkeit präsentiert.
Im August 2006 kündigten Honda und Piper Aircraft eine gemeinsame Vermarktung des HondaJet an. Am 2. September 2007 gab der japanische Konzern bekannt, dass die Produktion und die Zentrale des neuen Tochterunternehmens am Flughafen von Greensboro angesiedelt werden. Mitte 2008 gab der Formel-1-Pilot des Honda Teams Jenson Button bekannt, dass er in die Geschäftsluftfahrt einsteigen will und orderte zwei HondaJets.
Am 20. Dezember 2010 startete der erste seriennahe HondaJet zu einem 51-minütigen Erstflug vom Piedmont Triad International Airport in Greensboro. Mit diesem Flug begann die Zertifizierung durch die US-amerikanische Luftfahrtaufsichtsbehörde FAA. Ein dritter Prototyp befand sich zu diesem Zeitpunkt in Bau und nahm ab Mitte 2011 am Zertifizierungsprozess teil.
Honda gab bekannt, etwas mehr als 100 Bestellungen für den Jet zu haben, wobei die ersten Auslieferungen für das Jahr 2012 geplant waren. Der Verkaufspreis betrug voraussichtlich 4,5 Millionen US-Dollar. Geplant war eine Jahresproduktion von 70 bis 100 Stück. Bedingt durch Konstruktionsprobleme mit dem Triebwerk wurde im Oktober 2011 mit der Auslieferung Mitte 2013 gerechnet. Im Mai 2013 gab Honda bekannt, die Zertifizierung aufgrund weiterer Tests mit den Triebwerken auf Ende 2014 zu verschieben. Laut einer Pressemeldung des Herstellers vom 27. Juni 2014 hatte die erste in Serie produzierte Maschine ihren Erstflug am selben Tag erfolgreich absolviert. Die Zulassung durch die FAA erfolgte im Dezember 2015.
Im Mai 2018 verkündete Honda die Einführung des Modells „HondaJet Elite“, das u. a. über eine um 17 % erhöhte Reichweite von nun 2661 km sowie zusätzliche Geräuschdämmung verfügt. Erster Kunde und Betreiber in Europa ist das in Geestland ansässige Charter-Unternehmen Privateways. Der Jet ist in Nordholz stationiert.
Um einige der Upgrades des HondaJet Elite in älteren HondaJets nachzurüsten, ist ein APMG-Upgrade (Advanced Performance Modification Group) für 250.000 $ erhältlich. Dies beinhaltet eine Erhöhung der Reichweite um 100 sm (185 km) bis 120 sm (222,2 km), eine Erhöhung des Höchstabfluggewicht um 45 kg (99,2 lb) und eine Verringerung der Startstrecke um 135 m (442,9 ft) auf 1.064 m (3.490,8 ft); dies wird durch eine Verlängerung des Höhenleitwerks um einige Zentimeter und die Entfernung von Flügelabdeckungen und Vortexgeneratoren erreicht. Zu den Avionik-Upgrades gehören Start- und Landeberechnungen (TOLD), die Kompatibilität mit dem Flight Stream 510 Wireless Gateway, eine verbesserte elektronische Checkliste, eine Anstellwinkelanzeige auf dem PFD und Sichtanflugverfahren.
In seiner Klasse der leichten Geschäftsreiseflugzeuge ist die Honda HA-420 im Vergleich zu seinen direkten Konkurrenten von Embraer (Embraer EMB-500) und Cessna ein Neueinsteiger, hatte aber von 2017 bis 2020 die größten Marktanteile seiner Klasse.
Am 17. Oktober 2022 stellte Honda Aircraft auf der National Aviation Convention and Exhibition (NBAA-Bace) in Orlando (Florida) den „HondaJet Elite II“ vor. Der neue Jet verspricht eine erhöhte Reichweite von 1.547 sm (2.865 km) verbunden mit zusätzlichen Automations- und Sicherheitsdetails durch Autothrottle und Garmins automatischem Landesystem Emergency Autoland. Durch das Update verfügt der Jet über eine neu designte Kabine mit erweiterten Interieur-Optionen. Der Verkaufspreis wird mit 6,95 Mio. US-Dollar angegeben.

## Konstruktion

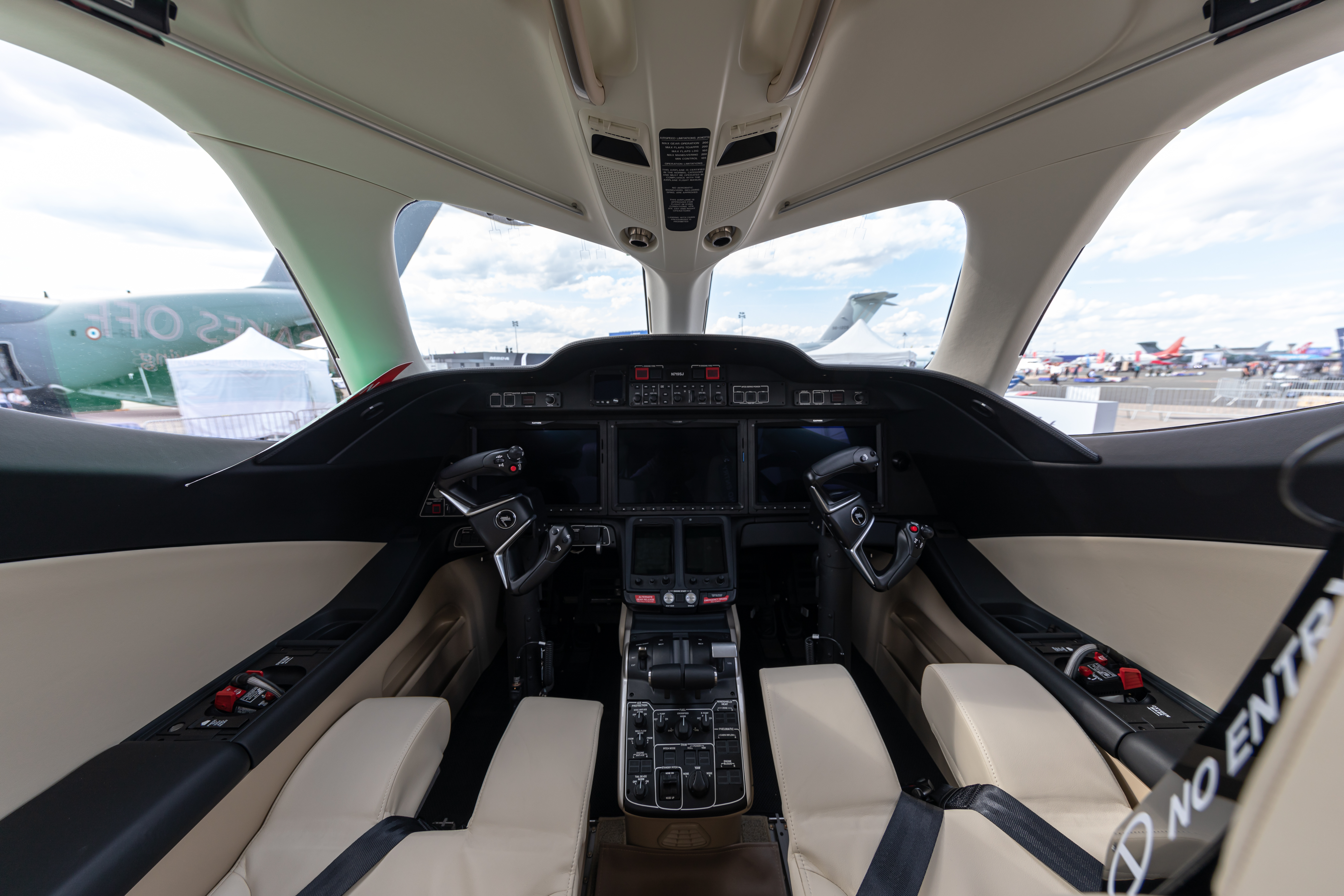
Das Cockpit des Honda HA-420 HondaJet Elite

Die Entwickler entschieden sich für eine ungewöhnliche Anordnung der Triebwerke über den Tragflächen, einer von der Fokker VFW 614 bekannten Konfiguration. Dadurch ist einerseits die Auslegung als Tiefdecker möglich, mit Vorteilen für den Kabinenquerschnitt bei gegebenem Rumpfdurchmesser. Honda betont in der Pressedokumentation die Zunahme des Platzangebots, weil keine durch den Rumpf geführten tragenden Strukturen für die Aufnahme der Triebwerke benötigt werden, was mehr Gepäckraum und eine Toilette ermöglicht („A unique configuration, called an over-the-wing engine-mount configuration (OTWEM), was developed to provide a larger space in the fuselage than that of conventional configurations. By mounting the engines on the wing, the carry-through structure required to mount the engines on the rear fuselage is eliminated, which allows the fuselage internal space to be maximized.“) Andererseits sollen so, im Vergleich zu am Rumpf angebrachten Triebwerken, Triebwerkslärm und -vibrationen in der Kabine gesenkt werden. Auch die Aerodynamik soll so laut Honda verbessert werden, was zu Treibstoffeinsparungen führen soll. Von Mercury Jets, einem Unternehmen was den Ha-420 verchartert, wird zusätzlich die geringere Gefahr von Triebwerksschäden durch aufgewirbelte Fremdgegenstände (Foreign Object Damage= FOD) hervorgehoben: „Other design features include engines mounted over the wings in pods. This offers added protection against foreign object damage.“. Der Flugzeugrumpf besteht aus leichten Verbundwerkstoffen und wird von GKN Aerospace in Alabama in zwei Einzelteilen gefertigt und zusammengesetzt. Die Tragflächenoberseiten werden wie bei einigen Kampfflugzeugen aus Aluminium-Leichtmetalllegierung aus dem Vollen präzisionsgefräst und beinhalten sowohl die tragende Struktur als auch die Integraltanks. Damit soll zugleich die für die Erzielung einer widerstandsärmeren laminaren Luftströmung erforderliche hohe Oberflächengüte erreicht werden, wie sie mit der traditionellen Flügelbauweise aus Blechen und separaten tragenden Holmen nicht erzielbar wäre. Die Unterseite der Tragflächen besteht hingegen aus Aluminium-Leichtmetallblechen. Der Hersteller erhofft sich durch die Kombination von leichten Materialien, der aerodynamischen Gestaltung und effizienten Antrieben eine um 30 bis 35 Prozent höhere Wirtschaftlichkeit gegenüber vergleichbaren Modellen. Ausgestattet wird das Flugzeug im Cockpit mit einem Garmin G3000 Glascockpitsystem und im Passagierbereich mit intelligentem Glas.

## Technische Daten

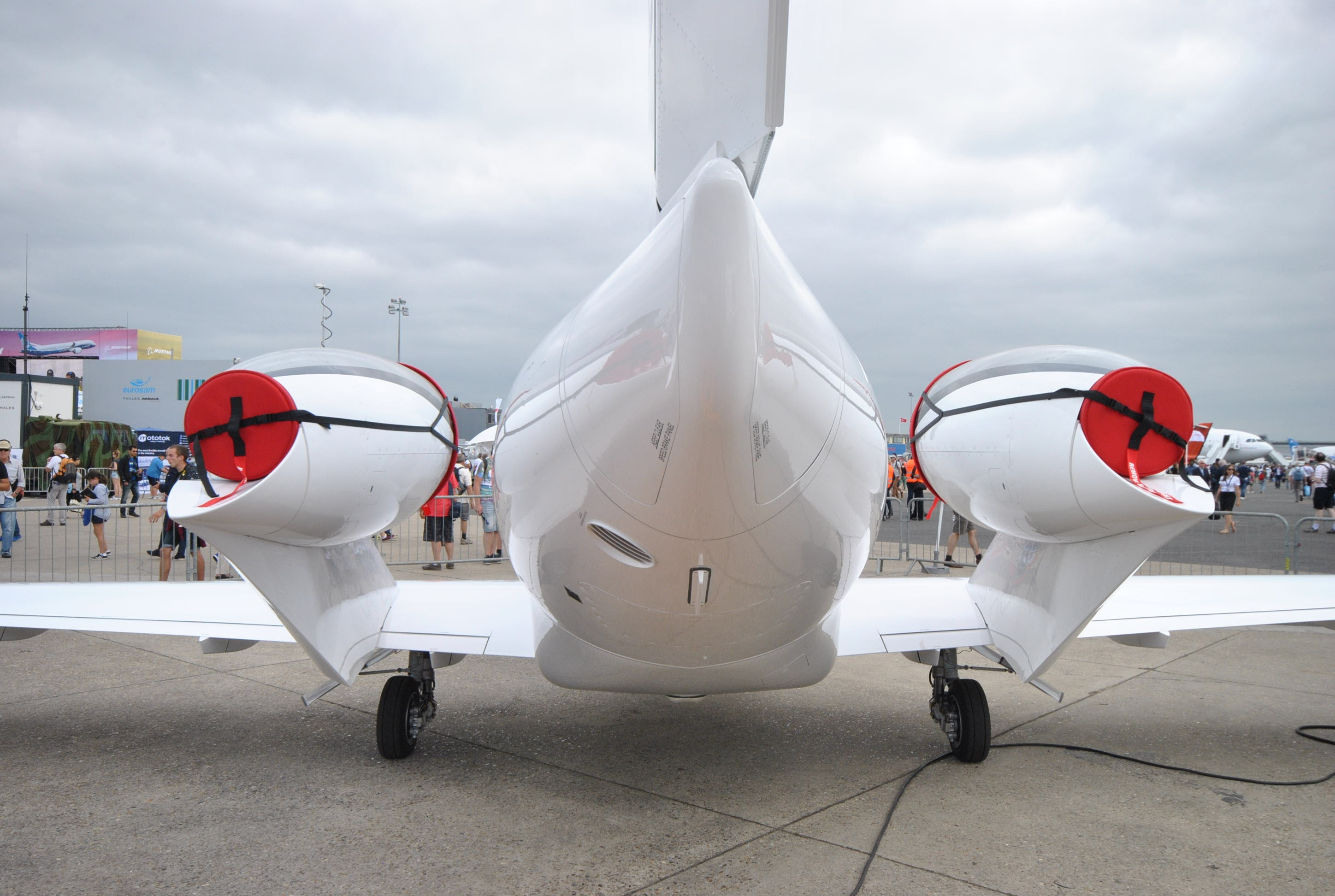
Die charakteristische Triebwerksanordnung des HondaJets

| Kenngröße                 | HondaJet                                                      | HondaJet Elite                                                | HondaJet Elite II                                             |
| ------------------------- | ------------------------------------------------------------- | ------------------------------------------------------------- | ------------------------------------------------------------- |
| Besatzung                 | 1–2                                                           | 1–2                                                           | 1–2                                                           |
| Passagiere                | 5–6                                                           | 5–6                                                           | 5–6                                                           |
| Länge                     | 12,99 m                                                       | 12,99 m                                                       | 12,99 m                                                       |
| Spannweite                | 12,12 m                                                       | 12,12 m                                                       | 12,12 m                                                       |
| Höhe                      | 4,54 m                                                        | 4,54 m                                                        | 4,54 m                                                        |
| max. Startmasse           | 4.808 kg                                                      | 4.853 kg                                                      |                                                               |
| max. Reisegeschwindigkeit | 781 km/h (auf 9.144 m)                                        | 781 km/h (auf 9.144 m)                                        | 781 km/h (auf 9.144 m)                                        |
| Reiseflughöhe             | 12.900 m                                                      | 12.900 m                                                      |                                                               |
| Dienstgipfelhöhe          | 13.106 m                                                      | 13.106 m                                                      |                                                               |
| Reichweite                | 2.037 km                                                      | 2.661 km                                                      | 2.865 km                                                      |
| Triebwerke                | zwei Mantelstromtriebwerke GE Honda HF120 mit jeweils 7,43 kN | zwei Mantelstromtriebwerke GE Honda HF120 mit jeweils 7,43 kN | zwei Mantelstromtriebwerke GE Honda HF120 mit jeweils 7,43 kN |